# Congiura di Macchia
La congiura di Macchia (che prende il nome da Gaetano Gambacorta, principe di Macchia, che vi partecipò ma non ne fu l'ideatore) fu una cospirazione con cui nel 1701 la nobiltà napoletana tentò senza successo di rovesciare il governo vicereale spagnolo, durante la crisi successoria che si verificò in seguito alla morte di Carlo II di Spagna con l'estinzione del ramo spagnolo degli Asburgo.

## Cause ed eventi
Già prima della morte di Carlo II di Spagna aveva preso corpo, in alcuni circoli dell'aristocrazia del regno di Napoli, un movimento che si prefiggeva un cambio di regime che avrebbe dovuto manifestarsi nella fase di transizione e di caos amministrativo che, secondo i congiurati, sarebbe inevitabilmente seguita alla morte del re di Spagna. Tale movimento era tuttavia rimasto in una fase embrionale, anche per mancanza di appoggi sostanziali sia all'interno che al di fuori del regno. 
Alla scomparsa di Carlo II di Spagna il passaggio del regno di Napoli al suo erede designato Filippo V non causò tuttavia mutamenti di rilievo nella politica interna del regno. Il viceré Luis Francisco de la Cerda y Aragón venne confermato nel suo incarico e tramontò la possibilità di ottenere una maggiore autonomia del regno. L'inadeguatezza e l'impreparazione del movimento determinarono la necessità di una sua riorganizzazione e la ricerca di nuovi alleati. La congiura assunse una connotazione filo asburgica, ritenendo l'imperatore l'unica forza in grado di opporsi sul piano internazionale ai Borbone, nuovi sovrani di Spagna e di Napoli. Diversi esponenti dell'aristocrazia del regno di Napoli, spinti da motivazioni di natura personale, desiderio di maggiore autonomia locale, risentimento contro le autorità vicereali spagnole che imponevano sempre più donativi ai sudditi del napoletano esasperando la popolazione, e avversione per il nuovo monarca spagnolo, Filippo V, appoggiarono questo piano, che si proponeva di porre il regno di Napoli sotto il controllo di un sovrano legato agli Asburgo d'Austria, garantendo tuttavia ampie autonomie in ambito politico ed economico al regno. Tale progetto prevedeva tra le altre cose di allontanare l'Inquisizione spagnola dal regno, di riservare le posizioni nell'amministrazione e nel governo solamente a cittadini del regno e di eliminare le barriere all'esportazione dei prodotti agricoli, principale fonte di reddito del regno di Napoli e della sua grande aristocrazia fondiaria. I congiurati inviarono a Vienna, presso Leopoldo I d'Asburgo, un delegato, Giuseppe Capece dei  marchesi di Rofrano, per presentare all'imperatore le loro richieste. Leopoldo appoggiò tali progetti, pur senza inviare un concreto supporto militare.
Il capo dei congiurati era Tiberio Carafa, principe di Chiusano. Tra gli altri partecipanti alla congiura, contando sia coloro che agivano a Napoli sia nelle province, vi erano Girolamo Malizia Carafa, zio di Tiberio; Carlo di Sangro dei marchesi di San Lucido; Giuseppe Capece dei  marchesi di Rofrano; Cesare Michelangelo d'Avalos, marchese del Vasto; Francesco Spinelli duca della Castelluccia e Gaetano Francesco Caetani, IX duca di Sermoneta. L'attuazione del piano fu tentata tra la notte del 22 e la giornata del 23 settembre 1701. A Napoli gli insorti fallirono nel loro intento di prendere Castel Nuovo (a causa di una delazione che informò il viceré), ma riuscirono ad ottenere il controllo del Castel Capuano, sede del potere civile, che saccheggiarono. Passarono quindi a devastare le abitazioni di vari funzionari del governo e aprire le porte di varie carceri, liberandone i detenuti, che si unirono alla rivolta. La sollevazione in città giunse a questo punto ad una fase di stallo, con i ribelli in controllo della parte centrale della città e asserragliati in alcuni punti strategici, tra cui la Basilica di San Lorenzo Maggiore, la Basilica di San Paolo Maggiore, la Basilica di Santa Chiara. Le autorità del viceregno rimanevano tuttavia saldamente in controllo delle aree circostanti, in particolare delle fortificazioni del Castel Nuovo e del Castel Sant'Elmo. Il viceré, Luis Francisco de la Cerda y Aragón, le autorità civili e militari e i nobili lealisti decisero di sondare l'umore della popolazione formando un piccolo corpo di spedizione capeggiato dalle figure più benvolute dal popolo, come il principe di Montesarchio, Andrea d'Avalos. Questo contingente, percorrendo i quartieri popolari che erano stati il fulcro della rivolta del 1647-1648, poté constatare che una parte maggioritaria della popolazione non forniva supporto alla rivolta. Venne quindi decisa per il giorno successivo un'azione risolutiva contro le posizioni dei ribelli, i quali rimanevano isolati e privi del sostegno militare atteso dalla province del regno, dove la rivolta, nonostante alcuni episodi isolati, venne facilmente soppressa. Gli scontri ebbero una rapida conclusione e le perdite in entrambi gli schieramenti furono molto basse: si stima che in tutto circa quindici persone persero la vita nel corso delle operazioni militari. La sera del 24 settembre i prigionieri vennero condotti nelle carceri. Carlo di Sangro fu catturato e giustiziato, mentre Giuseppe Capece fu ucciso durante la sua fuga. Diversi congiurati fuggirono dal Regno di Napoli e trovarono rifugio presso la corte imperiale a Vienna.